# Сила ниндзя
«Сила ниндзя» (англ. Ninja Force) — фильм 1984 года студии Filmark International режиссёра Wu Kuo-Jen. Фильм известен также под названием Супер ниндзя (англ. The Super Ninja). Также Известный Как: Неукротимые убийцы

## Сюжет
Джон обучающийся искусству ниндзя вступает в противоборство с группой ниндзя похитивших его девушку
Предательство лучшего друга. Боевые искусства

## В ролях
- Александр Лу — Джон
- Юджин Томас — Спенсер (как Яу Чжин Томас)
- Чанг-эрх Ланг — Нэнси (как Лу Меи)
- И Тэо Чанг — Дэвид / г-н Тонг (как Чанг И Дэо)
- Джек Лонг — Владелец (как Ван Киэнг)
- Янг Сонг
- Джу Иин Бао

## Технические данные
- Время: 89 минут
- Звук: Моно
- Цветность: Цветной
- Формат изображения: 2.35: 1
- Жанры: Приключение | Преступление | Драма | Триллер
- Страна: Тайвань
- Язык: Мандарин
- Дата выпуска: 1984 (Тайвань)
- Также Известный Как: Неукротимые убийцы
- Filmark International Ltd., Hatract Movie Co. Ltd.

## Связи
Referenced in Ban the Sadist Videos! Часть 2 (2006)